# 寶拉·霍金斯
宝拉·霍金斯（英語：Paula Hawkins，1972年8月26日—），在津巴布韦出生的作家，从事15年的记者生涯，知名作品为《列车上的女孩》。

## 生平
宝拉·霍金斯在津巴布韦出生。1989年移居英国伦敦，后在法国巴黎、比利时布鲁塞尔、英国牛津就读政治、哲学和经济学，并在牛津大学毕业。2015年，首度以真名宝拉·霍金斯发表心理惊悚小说《列车上的女孩》而名声大噪，随后更被改编为同名电影。2017年，霍金斯再推第二部心理惊悚新作《潜入水中》。
霍金斯以笔名艾米·西尔弗（Amy Silver）发表4部女性都会小说。她在写作列车上的女孩时，向父亲借了一笔钱，灵感来自17岁在伦敦地铁通勤的经验，车窗外快速飘过的人物，小说的架构早有构思，她却在写到一半时面临破产，只好委托出版经纪人出售版权，支付版税应急。在亚马逊电子书出版一半的书稿，没想到大受欢迎，故事首创的「列车观点」写法，也引起文坛一阵感叹。